# Berengária de Leão
Berengária de Leão ou Berengária de Castela (1204 — 1237), foi a terceira esposa João I de Brienne e a única que foi imperatriz-consorte do Império Latino residente em Constantinopla. De acordo com a crônica de Alberico de Trois-Fontaines, Berengária era filha de Afonso IX de Leão com Berengária de Castela e irmã mais nova de Fernando III de Castela e de Afonso de Molina.

## Casamento
Em 1217, o irmão de Berengária, Fernando III, herdou o trono do Reino de Castela depois que Berengária de Castela, mãe dos dois, abdicou. Em 1223, João de Brienne, já com 53 anos, visitou Santiago de Compostela numa peregrinação, viúvo de duas esposas. Como consequência da visita, Afonso IX convidou-o a casar-se com sua filha Sancha, o que lhe permitiria, através dela, herdar o trono do Reino de Leão. Porém, Berengária, havia muito já divorciada, herdeira do trono de Castela e principal conselheira de Fernando III, ofereceu uma de suas próprias filhas a João.
O já idoso João preferiu Berengária de Leão, de um segundo casamento de Afonso. O casamento foi celebrado em Toledo em 1224.

## Imperatriz
Em 1229, o trono do Império Latino foi herdado por Balduíno II de Courtenay, um rapaz de doze anos de idade. Os barões decidiram garantir a segurança do império nomeando um imperador-regente para ele e escolheram João. Em abril de 1229, ele foi oficialmente nomeado em Perúgia e só chegou em Constantinopla em 1231, quando foi coroado.
Balduíno permaneceu como um co-imperador júnior e único herdeiro do trono. Através de um acordo, o garoto foi prometido à jovem Maria de Brienne, que tinha na época apenas 4 ou 5 anos de idade, uma filha de João e Berengária, estabelecendo firmemente uma aliança dinástica entre os dois co-imperadores.
O casamento só se efetivou em 1234, quando Maria já tinha uns nove anos e Balduíno, dezesseis. Alberico de Trois-Fontaines relata que João morreu em 27 de março de 1237, com cerca de 61 anos. Os "Obituaires de Sens Tome" da Abadia de Maubuisson relata que Berengária morreu em 12 de abril de 1237, com cerca de 33 anos, sobrevivendo ao marido apenas dezesseis dias. Ela foi enterrada num belo sarcófago de mármore na Catedral de Santiago de Compostela, mas muitos livros turísticos a listam como sendo sua mãe, Berengária de Castela.
Outros, por sua vez, mencionam este sarcófago como sendo de outra Berengária (1228–1288), sua sobrinha, filha de Fernando III de Castela, irmã de Afonso X de Castela. Mas esta sobrinha, a chamada "Infanta Berengária", foi freira no Mosteiro de Las Huelgas, em Burgos, uma casa real, para onde a própria Berengária de Castela havia se retirado.
Além disso, Afonso VIII de Castela e Leonor de Inglaterra, avós de Berengária de Leão, estão enterrados lá também. Muito depois, os corpos de Fernando III e Afonso X, que estavam lá, foram levados para a nova Catedral de Sevilha, que acabara de ser conquistada, onde estão até hoje.

## Família
Berengária e João de Brienne tiveram quatro filhos:
- Maria de Brienne, que se casou com Balduíno II de Constantinopla.
- Afonso de Brienne.
- João de Brienne (ca. 1230–1296), que, em 1258, tornou-se grande mordomo da França. Casou-se com Jeanne, filha de Godofredo VI, visconde de Chateaudun. Sua segunda esposa foi Maria de Coucy, viúva de Alexandre II da Escócia.
- Luís de Brienne, visconde de Beaumont.